# Alyson Hannigan

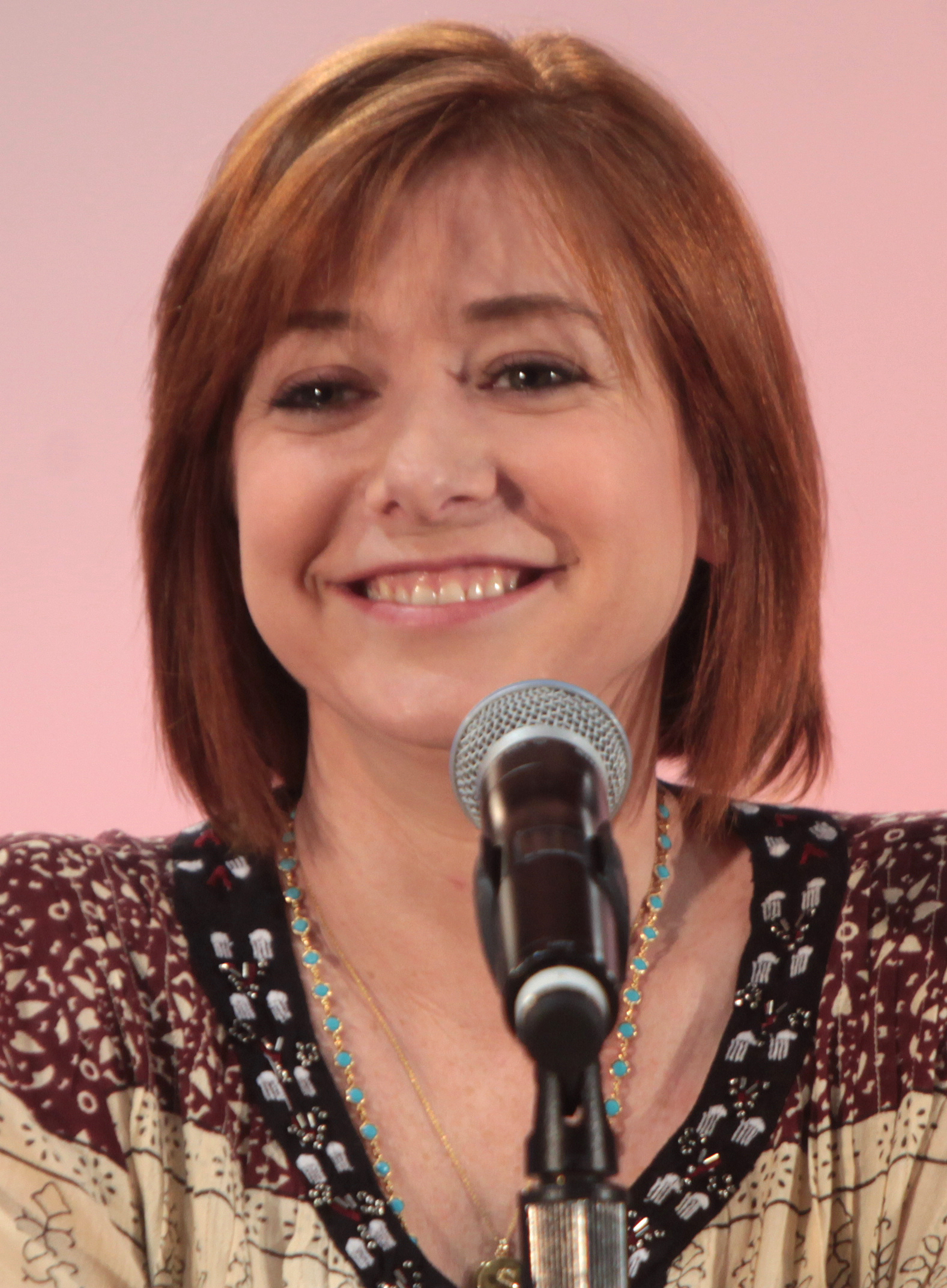
Alyson Hannigan (2015)

Alyson Lee Hannigan (* 24. März 1974 in Washington, D.C.) ist eine US-amerikanische Schauspielerin und Moderatorin.

## Leben

### Kindheit
Alyson Hannigan wurde im März 1974 in Washington, D.C. als Tochter der Immobilienmaklerin Emilie Posner und des LKW-Fahrers Al Hannigan geboren. Ihre Mutter ist Jüdin. Ihr Vater hat irische Vorfahren. Ihre Eltern ließen sich ein Jahr nach ihrer Geburt scheiden. Sie wuchs hauptsächlich bei ihrer Mutter in Atlanta auf, ehe sie 1985 nach Los Angeles umzog. Sie ging auf die North Hollywood High School.

### Karriere
Als Baby war sie in einem Werbespot für Active Parenting und 1978 für die Keksmischung „Duncan Hines“ zu sehen. Im Alter von vier Jahren stand sie für Werbespots von McDonald’s und anderen Unternehmen vor der Kamera. Ihre Karriere als Schauspielerin begann, als sie bei einem Besuch ihres Vaters in Santa Barbara an einem Vorsprechen teilnahm und gewann.
Bekannt wurde sie zunächst durch den Film Meine Stiefmutter ist ein Alien und später durch die Serie Buffy – Im Bann der Dämonen. In der Serie spielte sie sieben Jahre lang in insgesamt 144 Folgen die Hexe und Computerspezialistin Willow Rosenberg. Darüber hinaus verkörperte sie die Rolle der Michelle in vier American-Pie-Filmen.
Danach spielte Hannigan in einem Londoner Theater in einer Bühnenversion von Harry und Sally die Titelfigur Sally und war 2005 in einigen Episoden der Serie Veronica Mars als Trina Echolls zu sehen. Ab Herbst 2005 bis zum Serienfinale im Jahr 2014 verkörperte sie in der Serie How I Met Your Mother in 206 Folgen die Erzieherin Lily Aldrin an der Seite von Jason Segel. Im Februar 2006 folgte ein Auftritt als Julia Jones im Film Date Movie, einer Parodie auf romantische Komödien.
Von 2016 bis 2023 moderierte Hannigan die Fernsehsendung Penn & Teller: Fool Us von Staffel 3 bis Staffel 9, einen Talentwettbewerb für Zauberkünstler, die das erfolgreiche Magier- und Komiker-Duo Penn & Teller herausfordern.

### Privatleben

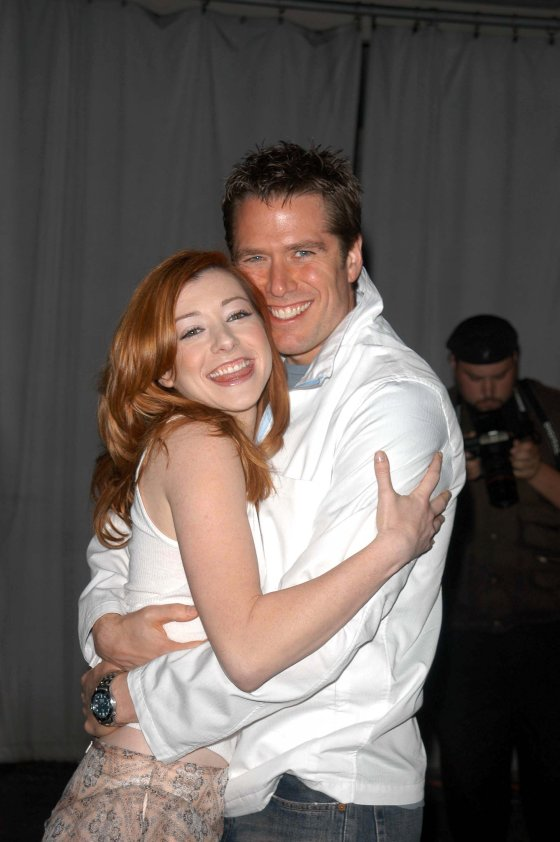
Hannigan und Alexis Denisof (2003)

Am 11. Oktober 2003 heiratete Hannigan in Desert Hot Springs ihren Schauspielkollegen Alexis Denisof, den sie am Set von Buffy traf und der zur Stammbesetzung der Serie Angel – Jäger der Finsternis zählte. Das Paar hat zwei Töchter (* 2009, * 2012). 

## Filmografie (Auswahl)
- 1988: Meine Stiefmutter ist ein Alien (My Stepmother Is an Alien)
- 1989–1990: Die reinste Hexerei (Free Spirit, Fernsehserie, 14 Folgen)
- 1990: Roseanne (Fernsehserie, Folge 3x04)
- 1993: Alle meine Kinder (Almost Home, Fernsehserie, Folgen 1x10, 1x12)
- 1994: Ein Hauch von Himmel (Touched By An Angel, Fernsehserie, Folge 1x05)
- 1995: Verliebt in einen Frauenschänder? (The Stranger Beside Me)
- 1996: Picket Fences – Tatort Gartenzaun (Picket Fences, Fernsehserie, Folge 4x21)
- 1996: Verführung einer Minderjährigen (For My Daughter’s Honor)
- 1997–2003: Buffy – Im Bann der Dämonen (Buffy the Vampire Slayer, Fernsehserie, 144 Folgen)
- 1998: Dead Man on Campus
- 1999: American Pie – Wie ein heißer Apfelkuchen (American Pie)
- 1999: Hayley Wagner, Star
- 2000: Boys, Girls & a Kiss (Boys and Girls)
- 2001: Rip It Off – Mörderischer Einsatz (Beyond the City Limits)
- 2001: American Pie 2
- 2001–2003: Angel – Jäger der Finsternis (Angel, Fernsehserie, 3 Folgen)
- 2003: American Pie – Jetzt wird geheiratet (American Pie: The Wedding)
- 2004: Die wilden Siebziger (That ’70s Show, Fernsehserie, 2 Folgen)
- 2005: Veronica Mars (Fernsehserie, 3 Folgen)
- 2005–2014: How I Met Your Mother (Fernsehserie, 206 Folgen)
- 2006: Date Movie
- 2009: Tit for Tat (Fernsehserie, Folge 1x01)
- 2011: Love, Wedding, Marriage – Ein Plan zum Verlieben (Love, Wedding, Marriage)
- 2012: American Pie: Das Klassentreffen (American Reunion)
- 2014: The McCarthys (Fernsehserie, Folge 1x08)
- 2016: Do You Take This Man
- 2016: The First Wives Club (Fernsehfilm)
- 2018: You Might Be the Killer
- 2018–2022: Fancy Nancy (Fernsehserie, 57 Folgen)
- 2019: Kim Possible (Fernsehfilm)
- 2019: 53 Days: The Abduction of Mary Stauffer (Fernsehfilm)
- 2020: Outmatched (Fernsehserie, 10 Folgen)
- 2021: Flora & Ulysses
- 2023: Office Race

### Als Synchronsprecherin
- 2000: Expedition der Stachelbeeren (The Wild Thornberrys, Zeichentrickserie, Folge 2x36) … als Gerda
- 2002–2003: Rugrats (Zeichentrickserie, 3 Folgen) … als Cynthia P.I. und Young Starlet
- 2004: King of the Hill (Zeichentrickserie, Folge 8x22) … als Stacey Gibson
- 2006: Die verrückte Reise der Pinguine (Farce of the Penguins) … als Hottie Pinguin
- 2009: The Goode Family (Zeichentrickserie, Folge 1x07) … als Michelle
- 2011: Robot Chicken (Zeichentrickserie, Folge 5x03) … als Steelheart
- 2011: Die Simpsons (The Simpsons, Zeichentrickserie, Folge 22x11) … als Melody Juniper
- 2011–2023: American Dad (American Dad!, Zeichentrickserie, 3 Folgen) … verschiedene Rollen
- 2014: Sofia die Erste – Auf einmal Prinzessin (Sofia the First, computeranimierte Serie, Folge 2x19) … als Winter
- 2018–2022: Fancy Nancy Clancy (Fancy Nancy, computeranimierte Serie, 57 Folgen) … als Claire Clancy

## Synchronstimme
Hannigan hat verschiedene deutsche Synchronstimmen. So ist zum Beispiel die Stimme in Buffy – Im Bann der Dämonen eine ernsthaft klingende; sie stammt von Marie Bierstedt. In den vier American-Pie-Filmen erhielt sie die Synchronstimme von Manja Doering, die etwas schriller klingt, was ihren leicht seltsamen Charakter in den Filmen unterstützen soll. In der Serie How I Met Your Mother wurde Hannigan von Angela Wiederhut synchronisiert.